# Elimförsamlingen i Kvevlax
Elimförsamlingen i Kvevlax är en pingstförsamling i Korsholm i Finland. Den 12 maj 1929 samlades en liten skara troende i Herman Bergs hemgård och där bildades pingstförsamlingen kallad Elimförsamlingen i Kvevlax.
Den första tiden samlades församlingen i Bönesalen eller ”Bärjissalin”. Eget hus fick församlingen först år 1937 och år 1995 kunde en ny ändamålsenlig kyrka invigas där församlingen nu har sitt ”andliga hem”.